# NGC 7411
NGC 7411 is een elliptisch sterrenstelsel in het sterrenbeeld Pegasus. Het hemelobject werd op 13 september 1863 ontdekt door de Duitse astronoom Albert Marth.

## Synoniemen
- UGC 12241
- MCG 3-58-10
- ZWG 453.20
- NPM1G +19.0557
- PGC 69974